# Scott Pelluer
Scott Pelluer (Yakima, Washington; 28 de abril de 1959 – Seattle, Washington; 26 de junio de 2023) fue un jugador y entrenador de fútbol americano que jugó siete temporadas con dos equipos en la NFL en la posición de Linebacker.

## Carrera

### Colegial
A nivel se preparatoria jugó las posiciones de linebacker y tight end, pero cuando llegó a los Washington State Cougars lo colocaron en la defensa, ya ser como defensive end o linebacker. En su segundo año lideró al equipo en capturas con 3, dos intercepciones y 73 tackleadas y en 1980 consiguió el récord de la universidad en ese momento con 12 capturas y tres intercepciones.
En su carrera universitaria consiguió 240 tackleadas (180 solo) y 19 capturas, con lo que se convirtió en el líder histórico en capturas y colocados como uno de los mejores tackleadores en la universidad.

### Profesional
Fue seleccionado en el Draft de 1981 por los Dallas Cowboys en la posición 91 de la cuarta ronda, pero solo llegó al equipo de práctica y fue dejado en libertad el 3 de agosto de 1981.
El 1 de septiembre de 1981 sería contratado por los New Orleans Saints como jugador suplente. En sus primeros tres años fue titular solo una vez y principalmente fue colocado en equipos especiales.
El 19 de agosto de 1986 fue colocado en la lista de lesionados,. y en enero de 1987 fue cortado durante los campamentos de entrenamiento, retirándose en ese año.

### Tras el Retiro
De 1986 a 1992 fue entrenador defensivo de los Boise State Broncos y de 1993 a 1995 fue coordinador defensivo y entrenador de linebackers de los NAU Lumberjacks. En 1996 pasó a ser entrenador de safeties y linebackers de los Washington Huskies.
En 1999 pasó a trabajar para la plataformas deportivas de internet como comentarista de los partidos de los Washington State Cougars en las transmisiones de radio. De 2001 a 2002 sería coordinador defensivo de los Arizona Wildcats y en 2003 regresaría a los Washington Huskies como entrenador de equipos especiales y entrenador de tight ends.

## Vida personal
Su padre Arnie (1934-1971) fue un atleta completo con los Washington Huskies de 1953 a 1955, después sería entrenador de atletismo en los Yakima Yaks y los Eastern Washington Eagles. Moriría a causa de la diabetes. Su madre Jodee después de enviudar se casó con Jim Harryman y la familia se mudó al área de Seattle en 1975.
Su hermano Steve (nacido en 1962) fue quarterback con Washington y en la NFL con los Dallas Cowboys; su hermano menor Arnie fue linebacker con Stanford de 1985 a 1989. Su abuelo materno, Carl Gustafson, jugó de full back con Washington State de 1925 a 1927.
Pelluer tuvo tres hijos que jugaron en la Division I de la NCAA: Tyler con los Montana (FCS), Cooper con Washington y Peyton con Washington State.
Pelluer murió de un ataque cardíaco en el hospital de Seattle el 26 de junio de 2023 a los 64 años.